# Hieracium arevacorum
Hieracium arevacorum es una especie de planta con flor del género Hieracium, de la familia Asteraceae, orden Asterales.

## Distribución
Hieracium arevacorum se distribuye por España, Andorra y Portugal.

## Taxonomía
Fue descrita científicamente por Mateo. Fue publicada en Flora Montiber. 34: 40 (2006).